# Gusztáv és a légy
A Gusztáv és a légy a Gusztáv című rajzfilmsorozat negyedik évadának huszonhatodik epizódja.

## Rövid tartalom
Hősünk környezetében minden automatizált, nem kell mozognia. Egyszer azonban betéved szobájába egy légy, és ennek hajkurászása közben ismét megleli a mozgás örömét. Felfedezését közkinccsé teszi: legyeket enged szabadon zárt helyiségekben.

## Alkotók
- Rendezte: Hernádi Tibor, Jankovics Marcell, Nepp József
- Írta: György István, Jankovics Marcell
- Dramaturg: Lehel Judit
- Zenéjét szerezte:
- Operatőr: Neményi Mária
- Kamera: Székely Ida
- Hangmérnök: Bársony Péter
- Vágó: Czipauer János
- Tervezte: Hernádi Tibor
- Háttér és képterv: Szoboszlay Péter
- Rajzolták: Kanics Gabriella, Schrei Zsuzsa
- Színes technika: Kun Irén
- Gyártásvezető: Marsovszky Emőke
- Produkció vezető: Imre István

A Magyar Televízió megbízásából a Pannónia Filmstúdió készítette.